# Allophylus fulvotomentosus
Allophylus fulvotomentosus är en kinesträdsväxtart som beskrevs av Ernest Friedrich Gilg. Allophylus fulvotomentosus ingår i släktet Allophylus och familjen kinesträdsväxter. Inga underarter finns listade i Catalogue of Life.